# 维默比市镇
维默比市镇（瑞典語：Vimmerby kommun）是瑞典东南部卡尔马省的一个市镇。其治所位于維默比。